# Галактион Табидзе
Галактион Табидзе (на грузински: გალაკტიონ ტაბიძე) е грузински поет.
Роден е на 17 ноември 1891 година в Чквиши, Имеретия, в семейството на учител и духовник. През 1910 година завършва Тбилиската семинария, след което работи като учител. Още като семинарист започва да публикува стихове, а със стихосбирката си „Артистични стихове“ от 1919 година се налага като един от водещите грузински поети. Работите му са силно повлияни от символизма, а за известно време е близък с артистичния кръг „Цисперканцелеби“. По време на Голямата чистка е арестуван и подложен на мъчения, негови близки, сред които поетът Тициан Табидзе, са убити, а съпругата му Олга (леля на известния поет Булат Окуджава) е изпратена в концентрационен лагер и по-късно е убита в Медведевското клане. Самият той е освободен, но изпада в депресия и алкохолизъм, в края на живота си е затворен в психиатрична клиника.
Галактион Табидзе умира на 17 март 1959 година в Тбилиси, като се хвърля от третия етаж на клиниката, в която е затворен.